# Бебровска река
Бебровска река (Кауклийско дере, Константинска река, Каменица) е река в Северна България, област Велико Търново – общини Елена и Златарица, десен приток на река Веселина от басейна на Янтра. Дължината ѝ е 35 km.
Бебровска река извира под името Кауклийско дере от южното подножие на Еленските височини, на 650 m н.в., на 2,5 km северно от с. Константин, община Елена. В горното си течение протича на запад в широка долина под името Константинска река, а след село Беброво завива на север и чрез дълбок пролом пресича Еленските височини. След това долината ѝ са разширява, а в най-долното си течение преминава през Златаришкото поле и се влива отдясно в река Веселина, на 80 m н.в., на 1,5 km западно от село Горско Ново село.
Площта на водосборния басейн на Бебровска река е 187 km2, което представлява 21,2% от водосборния басейн на река Веселина.
Основни притоци – → ляв приток, ← десен приток:
- ← Селишки дол
- → Палишка река
- ← Буйновщица (най-голям приток)

Бебровска река е с ясно изразено пролетно пълноводие от март до юни и лятно-есенно маловодие – юли-октомври.
По течението на реката са разположени 5 села:
- Община Елена – Константин, Беброво;
- Община Златарица – Разсоха, Дедина, Росно;

На протежение от 6 km, между селата Беброво и Константин по долината на реката преминава част от Републикански път II-53 от Държавната пътна мрежа Поликраище – Сливен – Ямбол – Средец.

## Топографска карта
- Лист от карта K-35-41. Мащаб: 1 : 100 000.
- Лист от карта K-35-40. Мащаб: 1 : 100 000.
- Лист от карта K-35-28. Мащаб: 1 : 100 000.